# 岩永組
株式会社岩永組（いわながぐみ、英称：IWANAGA-GUMI CO.,LTD）は、熊本県熊本市中央区南熊本に本社を置く総合建設会社である。

## 事業内容
- 建築工事、土木工事、造園工事、舗装工事、リニュアル工事、ニューオフィス事業（株式会社イトーキ特約店）、アーキテクツ・スタジオ・ジャパン(ASJ)熊本スタジオ、宅地建物取引業の請負並びに企画、設計。

## 沿革
- 1910年（明治43年）4月 - 創業者岩永喜久太郎が現在の熊本県宇城市三角町で土木建築請負業岩永組を創業。
- 1947年（昭和22年）4月 - 初代社長岩永一喜が株式会社に改組。会社本社を熊本市に設立。
- 1973年（昭和48年）1月 - 社長を岩永研一に、岩永一喜会長となる。
- 2003年（平成15年）11月 - 現社長の岩永一宏が3代社長に、岩永研一は会長となる。

## 役員
- 代表取締役会長 岩永 研一
- 代表取締役社長 岩永 一宏
- 常務取締役 赤星 靖
- 取締役 松岡 邦仁
- 取締役 澤田 友雄
- 取締役 杉本 泰男
- 監査役 岡村 英昭
- 監査役 千原 政晴

## 関連事項
- 日本の企業一覧 (建設)
- 建設業・ゼネコン